# ليليت مكرتشيان
ليليت مكرتشيان (بالأرمينية :Lilit Mkrttschjan) هي لاعبة شطرنج أرمينية، وُلدت في العاصمة الأرمينية يريفان في التاسع من شهر أغسطس (آب) عام 1982.
تحمل ليليت لقب أستاذة كبيرة سيدة(WGM) منذ عام 1998 ولقب بطلة عالمية (IM) منذ عام 2003.

## حياتها
تعلمت ليليت الشطرنك من جدها وكان مدربها الأول هو نوريك مويسيسجان وبعد ذلك تدربت على يد البطل العالمي والري تسراتجان ثم دربها سمبات لوغجان مؤسس أكادمية الشطرنج في ارمينيا. إن ليليت لاعبة محترفة منذ عام 1997. في شهر فبراير (شُباط) عام 2015 احتلت المركز الثاني بعد إيلينا دانييليان في تصنيف لاعبي الشطرنج وفقًا لتصنيف إيلو. و كانت أعلى مرتبة في تصنيف الاتحاد الدولي للشطرنج للاعبات الشطرنج هي المرتبة الثالثة عشر التي حصلت عليها في مارس (آذار) عام 2010.

### حياتها الشخصية
إن ليليت متزوجة بلاعب الشطرنج الألماني يوهانز شبيا، كما أن لديها لجنة للشطرنج في المعهد الارميني للرياضة والثقافة.

## إنجازاتها

### منافسات فردية
تشاركت ليليت المركز الأول مع كل من مايا لومينيشويلي وانا ماتنادزه خلال بطولة البحر الأسود للشطرنج لعام 2000 التي أُقيمت في باطوم، وفي بطولة أوروبا للشطرنج لعام 2002 التي أُقيمت في فارنا احتلت المركز الثاني بعد أنطوانتي ستيفانوفا. في شهر مايو (آيار) عام 2005 حصلت على لقب بطلة ارمينا العالمية بمجموع نقاط 8,5 من 9 جولات . في بطولة أوروبا للشطرنج التي أُقيمت في أبريل (نسيان) عام 2006 في مدينة كوساداسي التركية حصدت المركز الثالث أما التي أٌقيمت في سانت بطرسبرغ في 2009 نالت المركز الثاني وعن التي أٌقيمت في بلغراد عام 2013 حصدت المركز الثالث مرة أخرى. خلال الجولة الأولى من بطولة العالم للشطرنج للسيدات لعام 2012 التي أُقيمت في خانتي-مانسييسك فازت على كيتافان أراكاميا غرانت بنقطتين مقابل لا شئ ولكنها خسرت أمام الروسية ناديشدا كوسينزيوا في الجولة الثانية وكانت النتيجة 2,5:3,5. في بطولة العالم للشطرنج للسيدات لعام 2017 في طهران خسرت في الجولة الأولى أمام الصينية ني شى تشون.

### المنتخب الوطني
شاركت ليليت للمرة الأولى في أولمبياد الشطرنج عندما كان عمرها أربعة عشر عامًا، وشاركت من عام 1996 حتى عام 2014 في أولمبياد الشطرنج للسيدات حاصلة على 78 نقطة خلال 117 جولة. في أولمبياد الشطرنج لعام 2008 التي أٌقيمت في درسدن حصلت على ميدالية برونزية فردية بسبب الثمان نقاط التي حصلت عليها خلال 11 مقابلة. شاركت في بطولة العالم للشطرنج للسيدات لعام 2007 و2009 و2011 و2015 و2017 على التوالٍ حيث في عام بطولة 2009 التي أُقيمت في نينغبو كانت أحد أفضل نتيجتين في اللوحة الثانية، كما أنها حصدت المركز الثالث لتصنيف المشاركين حسب تصنيف إيلو، أما في بطولة عام 2015 التي أٌقيمت في تشنغدو كانت أفضل نتيجة للوحة الثانية. شاركت ليليت في عشر بطولات أوروبا للشطرنج للسيدات من عام 1997 و حتى عام 2017 و فازت مع المنتخب الوطني الأرميني بالبطولة في عام 2003 في بلوفديف وحصدوا المركز الثالث في بطولة عام 2007 في كاندية، في بطولة عام 2009 في نوفي ساد وصلوا إلى الترتيب الفردي أما في بطولة عام 2015 في وارسو حصدوا المركز الثاني في اللوحة الثانية.

## وصلات خارجية
- معلومات عن ليليت على موقع chessgames

## روابط خارجية
- ليليت مكرتشيان على موقع الاتحاد الدولي للشطرنج (الإنجليزية)
- ليليت مكرتشيان على موقع مباريات الشطرنج (الإنجليزية)
- ليليت مكرتشيان على موقع 365Chess.com (الإنجليزية)
- ليليت مكرتشيان على موقع Chesstempo.com (الإنجليزية)
- ليليت مكرتشيان على موقع الاتحاد الأمريكي للشطرنج (الإنجليزية)
- ليليت مكرتشيان سجل أولمبياد الشطرنج للسيدات على موقع OlimpBase.org (الإنجليزية)